# ANAエアサービス福島
株式会社ANAエアサービス福島（エーエヌエーエアサービスふくしま）は、主に旅客ハンドリング業務を行う全日本空輸（ANA）のグループ企業。本社は福島県石川郡玉川村北須釜鏃田の福島空港旅客ターミナルビル内に入居している。

## 概要
福島空港において全日本空輸(ANA)の地上業務並びに受託を受けた他の航空会社の地上業務を行う会社である。
1992年8月31日に1993年3月20日の福島空港の開港に先立って設立されており、当初は「福島航空サービス株式会社」という社名であった。
2006年4月1日にANAを関する「株式会社ANAエアサービス福島」に社名変更。

## 受託航空会社
- 全日本空輸